# Observer (jeu vidéo)
Pour les articles homonymes, voir Observer.
Observer (stylisé >OBSERVER_) est un jeu vidéo d'horreur psychologique développé par Bloober Team et édité par Aspyr, sorti en 2017 sur Windows, PlayStation 4 et Xbox One. Un portage du jeu sur Nintendo Switch est sorti le 7 février 2019. Une version améliorée et étendue du jeu est sortie en dématérialisé sur PlayStation 5 et Xbox Series en novembre 2020 sous le nom Observer: System Redux, puis dans une version physique en juillet 2021, comprenant un mini artbook ainsi que la bande originale du jeu.
Le jeu qui se veut être un cyber-polar, met en scène le détective Daniel Lazarski dans son enquête se déroulant dans un immeuble de rapport, situé dans la dystopique ville polonaise de Cracovie. Lazarski est un Observer qui peut pirater les implants cérébraux des personnes afin d'obtenir des informations. Il dispose également d'une vision augmentée, lui permettant de voir dans les endroits sombres, ainsi que d'analyser des technologies et des traces organiques.
Le protagoniste est interprété par le comédien Rutger Hauer.
Le jeu reçoit un très bon accueil de la part de la presse spécialisée, cette dernière soulignant de manière positive l'atmosphère et les séquences de piratage. Cependant, elle est plus mitigée quant aux phases de discrétion.

## Trame

### Toile de fond
Les évènements se déroulent en 2084, dans la ville futuriste de Cracovie situé en Pologne. Plusieurs personnes augmentées sont mortes à cause d'une « Peste digitale » nommée Nanophage. Puis, est venue la guerre, appelée L'Hécatombe, entre les blocs mondiaux de l'Est et de l'Ouest. Seul véritable vainqueur, la megacorporation Chiron a pris le contrôle du pays est a déclarée la Cinquième République Polonaise. Une unité policière appelée Observer est mise en place, avec la possibilité de pirater l'esprit des citoyens. Les citoyens sont quant à eux divisés en trois classes sociales, A, B et C.

### Résumé

#### Prologue
Le détective Daniel Lazarski, un Observer, reçoit un appel des plus ambigus de la part de son fils Adam, dont l'identité de l'appelant est attribuée à un immeuble de rapport.

#### Déroulement

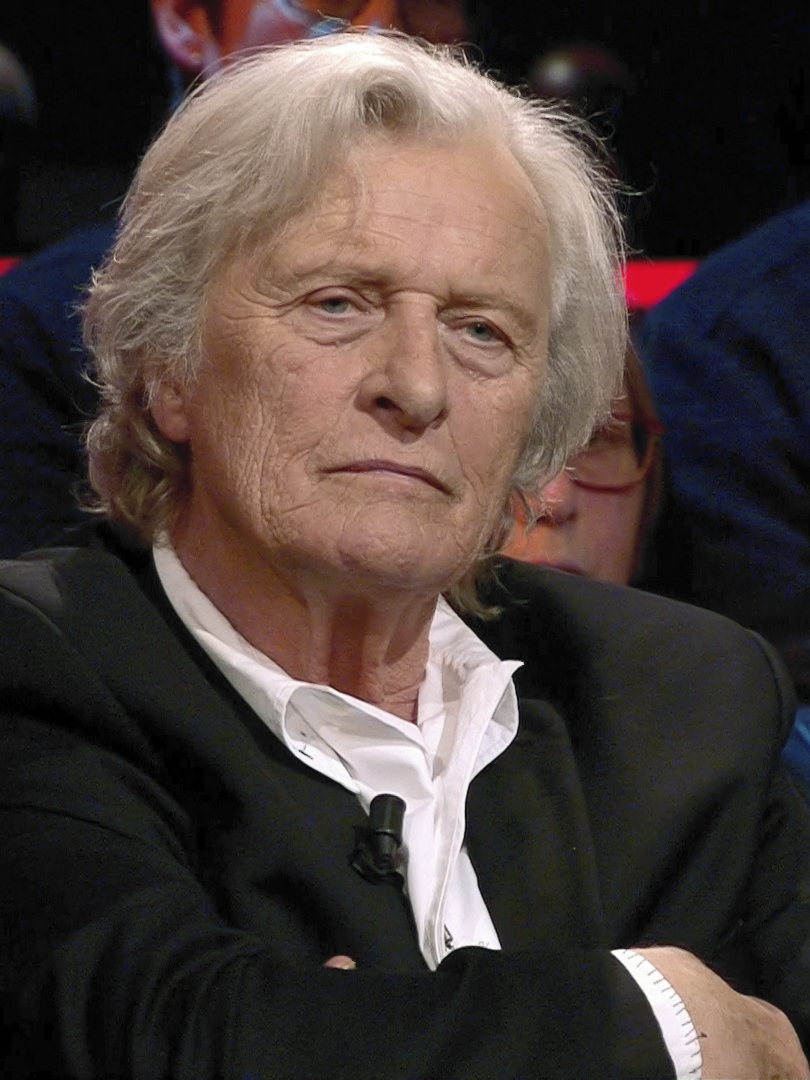
Le comédien néerlandais Rutger Hauer use de sa voix rauque et profonde pour donner vie à l'éreinté détective Lazarski,.

Après avoir localisé l'appartement d'Adam, Daniel découvre un corps sans tête. Il scanne un implant ComPass et voit un appel manqué de « H.N. ». En vérifiant le journal des locataires, il apprend que les initiales appartiennent à Helena Nowak qui vit dans l'appartement 104. À ce stade, un verrouillage du bâtiment a été déclenché[réf. nécessaire]. Dans l'appartement 104, Daniel trouve un homme moribond et pirate son cerveau pour trouver des indices. Après avoir aperçu le salon de tatouage à l'extérieur, il s'y dirige en passant par la cour. Helena est retrouvée morte à l'intérieur du salon. Le piratage de son cerveau révèle qu'elle travaillait pour Adam, faisant sortir clandestinement des données de Chiron[réf. nécessaire]. Daniel part à la recherche du propriétaire du salon de tatouage et retombe sur le concierge qui lui explique que celui-ci se trouve dans l'appartement 210 et qu'il se somme Jack Karnas. Ce dernier est retrouvé assassiné et Lazarski suit une trace du sang du tueur jusqu'au grenier, où il est pris en embuscade et assommé par le coupable. Lorsqu'il reprend conscience, il trouve le tueur mort et pirate son esprit. En souhaitant partir, Lazarski doit passer par les égouts et trouve la cachette du tueur. Il y trouve la tête coupée d'Adam reposant sous une couverture sur une table. Désemparé, Lazarski entend la voix de son fils mentionnant un endroit appelé Sanctuary,. Il trouve son chemin plus profondément sous terre, se retrouvant aux portes du Sanctuary.

#### Épilogue
À l'intérieur, Lazarski rentre dans une capsule qui l'emmène dans un monde virtuel afin de parler avec Adam. Lazarski  apprend que la conscience d'Adam a été transférée dans un domaine numérique en espérant qu'elle puisse être hors de portée de Chiron. Cependant, Adam affirme que Chiron a déployé un virus pour briser ses défenses. Lazarski est invité à annuler manuellement le signal qui a provoqué le verrouillage, libérant Adam du réseau privé du bâtiment. Dans le bâtiment attenant, Adam révèle qu'il a tué l'Adam d'origine pour avoir envoyé le virus après lui et a déclenché le verrouillage pour conduire Lazarski à Sanctuary[réf. nécessaire]. Adam demande qu'il soit hébergé dans l'esprit de Lazarski pour sauver ce qui reste de son fils. Si Lazarski accepte, Adam prend le contrôle total sur lui. S'il refuse, Adam transfère la conscience de Lazarski dans un drone de maintenance et vole son corps. Lazarski parvient à voler le corps du concierge et l'utilise pour attaquer Adam mais est abattu par la police alors que le verrouillage est finalement levé.

## Système de jeu
Observer est un jeu d'horreur psychologique en vue à la première personne. Le jeu emprunte également de manière légère au survival horror, en proposant des phases dans lesquelles il faut échapper à des créatures, ainsi que l'usage des traditionnels sauts de peur.
L'entièreté du jeu prend place dans un cadre de science-fiction et se déroule dans un immeuble. Le joueur prend le contrôle de Daniel Lazarski, campé par le comédien Rutger Hauer.
Équipée d'une vision augmentée, le joueur a la capacité de choisir une vision nocturne, une vision biologique analyser les traces organiques et un détecteur électromagnétique pour analyser les différentes technologies.

## Développement

### Annonce
Le jeu est annoncé en juin 2016, durant l'annuel salon de l'E3.

### Conception
Observer vient de l'envie de la part du studio d'explorer d'autres environnements que ceux de leur précédente production, le jeu d'horreur Layers of Fear sorti le 16 février 2016. Ainsi, aux alentours de décembre 2015, le principal scénariste de ce dernier, Andrzej Madrzak, a écrit deux histoires différentes d'une longueur d'une page et demie chacune et une seule a été gardée.
À l'instar du cinéma qui propose différents genres de films d'horreur comme le slasher ou le body horror, les développeurs voulaient également proposer cette diversité, qui selon eux, n'est pas présente dans l'industrie vidéoludique, tout étant regroupé dans le survival horror.
Il s'agit de la première fois que Rutger Hauer participe à un jeu vidéo. Peu prompt à l'improvisation dû à ses origines européennes, son défi est selon lui d'apporter plus de profondeur humaine et d'humour au personnage. En plus de sa voix, il prête également ses traits au personnage. Pour faire vivre le personnage de Janus, le comédien qui l'incarne a eu recours à la technique de la capture de mouvement.

### Les differentes sorties et la versionSystem Redux
Le jeu sort le 15 août 2017 sur Microsoft Windows, PlayStation 4 et Xbox One, puis le 24 octobre de la même année sur macOS et Linux.
En juillet 2018, Limited Run Games sort une version physique du jeu pour la PlayStation 4.
Le 7 février 2019, le jeu sort sur Nintendo Switch.
La version améliorée du jeu, titrée Observer: System Redux, sort sur Microsoft Windows et Xbox Series X le 10 novembre 2020 et sur PlayStation 5 le 12 novembre de la même année, soit le même jour que la date de lancement de ces deux dernières consoles. Trois nouvelles enquêtes ont été ajoutées en se servant d'enregistrements non utilisés de Rutger Hauer, mort en juillet 2019. Cette édition apporte également le ray tracing ainsi que des temps de chargement plus courts. Autre apport, le personnage de Janus a été revu, Babieno expliquant : « Comme l'ancien concierge est notre guide du bâtiment et que Dan interagit beaucoup avec lui, nous avons décidé de créer un modèle entièrement nouveau pour le personnage avec un ensemble complet de nouvelles animations, pour le rendre plus réaliste et intéressant[...]Le bureau a été refait pour se sentir plus accueillant, même s'il est un peu effrayant. Cela ressemble maintenant à un endroit où quelqu'un vit et travaille réellement »,.